# 中国民主促进会浙江省委员会
中国民主促进会浙江省委员会，简称民进浙江省委、浙江民进，是中国民主促进会在浙江省的地方组织。